# Mega Man 5
Mega Man 5, ook wel Rockman Complete Works: Rockman 5: Blues' Trap!?, (Japans: RockMan 5 ブルースの罠！？; Rockman 5 Blues no Wana!?) is een computerspel dat werd ontwikkeld en uitgegeven door Capcom. Het spel kwam in 1992 als eerste uit voor de Nintendo Entertainment System. Later volgde ook andere platforms. Het spel is een platformspel en actiespel.

## Plot
Dr. Cossack is ondergegaan en hij besluit Dr. Light en Mega Man te helpen en Dr. Willy voor altijd te verslaan. Plotseling ontstaat er een ravage met robots en Dr. Light wordt ontvoerd. Mega Man moet uitzoeken waarom.

## Platforms
| Jaar | Platform                |
| ---- | ----------------------- |
| 1992 | NES                     |
| 1999 | PlayStation             |
| 2006 | Doja                    |
| 2011 | Virtual Console (Wii)   |
| 2012 | Virtual Console (3DS)   |
| 2014 | Virtual Console (Wii U) |

## Ontvangst
Het spel werd wisselend ontvangen:
| Beoordeeld door              | Jaar | Platform            | Score |
| ---------------------------- | ---- | ------------------- | ----- |
| Consoles Plus                | 1994 | NES                 | 89%   |
| Random Access                | 2005 | NES                 | 89%   |
| Jeuxvideo.com                | 2011 | NES                 | 85%   |
| The Video Game Critic        | 2013 | NES                 | 83%   |
| Mag'64                       | 2012 | Wii Virtual Console | 80%   |
| WiiDSFrance                  | 2014 | Nintendo 3DS        | 80%   |
| neXGam                       | 2002 | NES                 | 78%   |
| Game Freaks 365              | 2006 | NES                 | 72%   |
| Nintendo Magasinet (Denmark) | 1994 | NES                 | 70%   |
| Defunct Games                | 2011 | Wii Virtual Console | 42%   |